# مستشفى إدلب الجامعي
مستشفى إدلب الجامعي أوّل مستشفى أكاديمي تعليمي طبي مجاني يتأسس في شمال غرب سوريا عام 2020م في مدينة إدلب.

## عن المستشفى
استغرقت عملية تأهيل المستشفى حوالي ستّة أشهر، المؤلف بداية من طابقين بمساحة ثلاثة آلاف متر مربع بتمويل من معبر باب الهوى، وأُعلن عن الإفتتاح الرسمي يوم الخميس 2020/11/26م، بِطاقة استيعابية ضمت في البداية 50 سرير للتخصصات الأكاديمية فقط، و6 غرف عمليات ويحتوي أيضًا على 6 قاعات تدريسية بالإضافة لمدرج كبير مجهز يحوي على 200 كرسي، يحتضن المستشفى كادر طبي مميز ومؤهل يضم أعضاء الهيئة التعليمية في جامعة إدلب بالإضافة لكادر إداري مستقل ومدرب لإدارة المستشفى وتقديم خدمة طبية مجانية لأكثر من 4 ملايين نسمة من السكان في شمال غرب سوريا.

## الأقسام
يضم مستشفى إدلب الجامعي الأقسام التالية:
- قسم العيادات الخارجية العامة والتخصصية.
- قسم الإسعاف والطوارئ.
- قسم الداخلية: (العامة – القلبية – الصدرية – الهضمية – الغدية – العصبية).
- قسم الجراحة:( العامة – القلبية – البولية – العصبية – الفكية – التجميلية – الوعائية).
- قسم الأشعة: (البسيطة – الإيكو – الطبقي المحوري – الرنين المغناطيسي).
- قسم أمراض الأذن والأنف والحنجرة وجراحتها.
- قسم الأمراض العينية وجراحتها.
- قسم الأطفال والحواضن.
- قسم العلاج الفيزيائي.
- قسم المخبر.

## القدرة الاستيعابية
تبلغ القدرة الاستيعابية الحالية للمستشفى 120 سرير موزعة كالتالي:
- 45 سرير في الأجنحة.
- 10 أسرة بجناح جراحة اليوم الواحد.
- 16 سرير بجناح الإقامة في الإسعاف.
- 25 سرير في جناح الأطفال.
- 25 سرير عناية مشددة.

بالإضافة إلى لغرفتي عمليات إسعافية وست غرف عمليات عامة وتخصصية.

## التدريب السريري
يستهدف المستشفى الطلاب الجامعيين البالغ عددهم أكثر من ألف طالب لتدريبهم في مرحلة الدراسة السريرية، وتأهيلهم لدخول المستشفيات والعمل فيها، وهم:
- طلاب الدراسات العليا ومتابعة تخصصاتهم.
- طلاب كلية الطب البشري في المرحلة الجامعية الأولى.
- طلاب كلية العلوم الصحية والمعاهد الطبية.

## وصلات خارجية
- الموقع الرسمي للجامعة.
- جامعة إدلب